# Fanny Britt
Fanny Britt, née le 3 août 1977 à Amos, est une dramaturge, romancière, scénariste et traductrice québécoise.

## Biographie
Née à Amos en Abitibi-Témiscamingue le 3 août 1977, elle grandit à Montréal,. Après l'obtention en 2001 de son diplôme en écriture dramatique de l'École nationale de théâtre du Canada, elle s'intéresse à la traduction de pièces de langue anglaise, notamment La Reine de beauté de Leenane et Le Pillowman de Martin McDonagh, Closer de Patrick Marber, Autobahn de Neil LaBute, Réveillez-vous et chantez! de Clifford Odets, ainsi que Après la fin et Orphelins de Dennis Kelly. 
Sa première pièce, Honey Pie (2003), est montée à l'Espace Libre dans une mise en scène de Claude Poissant, puis la pièce Couche avec moi (c'est l'hiver) est montée en 2006 par le Théâtre PàP dans une mise en scène de Geoffrey Gaquère. 
Elle fonde en 2008 le Théâtre Debout avec Geoffrey Gaquère et Johanne Haberlin, compagnie qui crée ses pièces Hôtel Pacifique (2009) et Enquête sur le pire (2010), toutes deux à la salle Jean-Claude Germain du Centre du Théâtre d’Aujourd’hui. À l'automne 2011, sa pièce Chaque jour, dans une mise en scène de Denis Bernard, ouvre la saison du théâtre La Licorne.
Sa pièce Bienveillance, crée en 2012 par Claude Poissant au Théâtre PàP, remporte le prix du Gouverneur général en théâtre en 2013. En 2018, elle retrouve Claude Poissant pour la création de sa pièce Hurlevents, au théâtre Denise-Pelletier. Elle a également collaboré avec le metteur en scène Mani Soleymanlou pour la création de Cinq à Sept, à l'Espace Go, en 2015. 
De 2005 à 2009, elle est présidente du conseil d'administration du Festival du Jamais Lu, manifestation vouée à la découverte de nouveaux dramaturges québécois. Elle s'intéresse également au théâtre pour enfants et à la littérature d'enfance et de jeunesse. En 2009, elle fait paraître à La Courte Échelle les premiers tomes de la série ayant pour héros Félicien. 
En 2012, elle fait paraître avec l'illustratrice Isabelle Arsenault le roman graphique Jane, le renard et moi, traduit en treize langues et gagnant d'une douzaine de prix littéraires, dont le prix du Gouverneur général du Canada (illustration), deux prix Shuster (scénariste et illustratrice), le prix Bédélys Québec, le prix Bédéis causa, en plus d'apparaitre sur la liste des 10 Best Illustrated Books du New York Times. 
Comme scénariste, de 2009 à 2013, elle collabore à la série jeunesse Tactik diffusée à Télé-Québec et, en 2015, à la série télévisée Nouvelle Adresse.
Son roman Les Maisons (2015) est finaliste pour le prix littéraire France-Québec 2016 et pour le prix littéraire des collégiens. En 2016, elle publie un deuxième roman graphique en collaboration avec Isabelle Arsenault, Louis parmi les spectres, qui aborde le thème de l'alcoolisme : l'ouvrage est finaliste pour le prix du Gouverneur général : littérature jeunesse de langue française - illustration, finaliste au festival d'Angoulême, et gagnant des prix Alvine-Bélisle et du prix de l'ACBD.
Comme traductrice littéraire, elle s'est penchée sur plusieurs romans, dont Flannery, de Lisa Moore et Foudroyée, de Grace O'Connell. 
Depuis 2015, elle collabore à l'émission de radio Plus on est de fous, plus on lit !, avec un segment d'abord intitulé « Comment survivre aux autres », puis « L'éducation de Fanny Britt ».
En 2018, elle devient porte-parole pour la 18e édition de Livres comme l'Air, un organisme qui lutte contre l'emprisonnement d'auteurs pour « délit d’opinion ». 
Le 26 septembre 2020, elle participe au balado enregistré devant public du Salon du livre de l'Outaouais, le Cabaret des variétés littéraires autour de son deuxième roman Faire les sucres. L'ouvrage est récompensé du Prix du Gouverneur général : romans et nouvelles de langue française en novembre 2021.

## Œuvre

### Théâtre
- 2000 : Ensemble vide, pièce en trois chambres
- 2002 : Les Aventures de Tom Sawyer (adaptation libre de l'œuvre de Mark Twain - pièce jeune public)
- 2003 : Honey Pie
- 2006 : Le Grand Air
- 2006 : Couche avec moi (c'est l'hiver)
- 2007 : Les Dromadaires (courte pièce)
- 2008 : La Corde au cou
- 2009 : Hôtel Pacifique
- 2011 : Enquête sur le pire
- 2011 : Chaque jour
- 2012 : Bienveillance
- 2016 : Cinq à sept (pièce collective)
- 2018 : Hurlevents
- 2020 : Lysis (co-écrit avec Alexia Bürger)
- 2023 : 176 pas : théâtre jeunesse

### Roman
- 2015 : Les Maisons
- 2020 : Faire les sucres

### Traduction
- Rien de grave n’est encore arrivé de Martha Wainwright, 2022[9].

### Ouvrages de littérature d'enfance et de jeunesse

#### SérieFélicien
- 2009 : Félicien et les baleines, illustrations de Marianne Dubuc
- 2009 : Félicien et la Grosse Pomme, illustrations de Marianne Dubuc
- 2011 : Félicien et la grotte, illustrations de Marianne Dubuc
- 2012 : Jane, le renard et moi,  illustrations de Isabelle Arsenault, La Pastèque
- 2016 : Louis parmi les spectres,  illustrations de Isabelle Arsenault, La Pastèque

#### Autre ouvrage de littérature d'enfance et de jeunesse
- 2011 : L'impatiente
- 2021 : Truffe. Trois histoires,  illustrations de Isabelle Arsenault, La Pastèque
- 2024 : Bonjour, mon coeur, Le Cheval d'août

### Essais
- 2013 : Les Tranchées : maternité, ambigüité et féminisme, en fragments, recueil collectif d'essais
- 2017 : Écrire avec facultés affaiblies, original, 2017
  - (en) transl. Pablo Strauss: Writing while worried. Granta, 141, spécial Canada, London, septembre 2017, pp 85-92
- 2019 : Les Retranchées : échecs et ravissement de la famille, en milieu de course

## Télévision

### Comme scénariste
- 2009 - 2013 : Tactik
- 2015 : Nouvelle Adresse

## Honneurs
- 2013 : 
  - Lauréate au prix du Gouverneur général en théâtre pour Bienveillance (2013)[10]
  - Lauréate du prix Bédéis causa, du prix Bédélys Québec[11] , du prix des bibliothécaires jeunesse de Montréal, aux Prix Joe-Shuster (scénariste) et finaliste du prix du gouverneur général, catégorie littérature jeunesse - texte, pour Jane, le renard et moi. (2013)[12][réf. souhaitée]
- 2016 :
  - Finaliste du prix littéraire France-Québec 2016 pour Les Maisons[13]
- 2017 : 
  - Finaliste du prix du Gouverneur général 2017, catégorie littérature jeunesse de langue française - livre illustré pour Louis parmi les spectres, finaliste aux prix Eisner
  -  Prix ACBD-Québec pour Louis parmi les spectres, avec Isabelle Arsenault[14]
  - Prix littéraire des collégiens, finaliste, pour Les Maisons
- 2019 :  Prix Urhunden du meilleur album étranger pour Louis parmi les spectres (avec Isabelle Arsenault)[15]
- 2021 : Prix du Gouverneur général : romans et nouvelles de langue française[8] pour Faire les sucres
- 2022 : 
  - Prix des libraires du Québec catégorie Québec - BD Jeunesse[16] pour Truffe, illustrations de Isabelle Arsenault
  - Finaliste Prix BD du Salon du livre de Trois-Rivières[17], catégorie BD Jeunesse, pour Truffe, illustrations de Isabelle Arsenault